# Trigena
Trigena is een geslacht van vlinders uit de familie van de houtboorders (Cossidae). De wetenschappelijke naam en de beschrijving van dit geslacht zijn voor het eerst gepubliceerd in 1905 door Harrison Gray Dyar Jr..
De soorten van dit geslacht komen voor in Midden- en Zuid-Amerika.

## Soorten
- Trigena amarosa Dyar, 1910
- Trigena crassa Schaus, 1911
- Trigena furfureus (Hering, 1923)
- Trigena horrifer (Schaus, 1892)
- Trigena parilis (Schaus, 1892)